# Chocolate com Pimenta
 (octobre 2017).
Si vous disposez d'ouvrages ou d'articles de référence ou si vous connaissez des sites web de qualité traitant du thème abordé ici, merci de compléter l'article en donnant les références utiles à sa vérifiabilité et en les liant à la section « Notes et références ».
Chocolate com Pimenta (Chocolat Au Poivre) est une telenovela brésilienne diffusée en 2003-2004 par Rede Globo.

## Distribution
- Murilo Benício : Danilo
- Mariana Ximenes : Ana Francisca (Aninha)
- Priscila Fantin : Olga
- Tarcísio Filho : Sebastian
- Drica Moraes (pt) : Márcia
- Marcello Novaes (pt) : Timóteo
- Ary Fontoura (pt) : Ludovico
- Laura Cardoso : Carmem
- Osmar Prado (pt) : Margarido
- Lília Cabral : Bárbara
- Cláudio Correia e Castro : Conde Klaus
- Fúlvio Stefanini (pt) : Prefeito Vivaldo
- Elizabeth Savalla (pt) : Jezebel
- Samara Felippo : Celina
- Nívea Stelmann : Graça

## Diffusion internationale
- Rede Globo (2003-2004) (2006-2007, rediffusion pendant Vale a pena Ver de Novo)
- Canal 13
- Bolivisión
- RCN Televisión
- Cubavisión
- Teletica
- TCS Canal 4
- Azteca 7
- Televicentro de Nicaragua
- Paravisión
- ATV
- SIC
- Tele Antillas
- Teledoce
- Telemundo
- Televen